# Douglas Lima (pallanuotista)
Douglas Arnaud de Souza Lima (Manaus, 31 marzo 1932) è un ex pallanuotista brasiliano.
È stato membro del Brasile che ha partecipato ai Giochi di Helsinki 1952, nel torneo di pallanuoto, classificandosi al nono posto.